# Aeroportul Pondok Cabe
Aeroportul Pondok Cabe (IATA: PCB, ICAO: WIPC) este un aeroport din Tangerang de Sud, Banten⁠(d), Java⁠(d), Indonezia ce deservește zona Depok.
Situat la o altitudine de 9 m, aeroportul dispune de o singură pistă. Este operat de Pertamina⁠(d).